# أوتو مولر
أوتو مولر (بالألمانية: Otto Sommerstorff) (و. 1859 – 1934 م) هو ممثل، ومؤلِّف، وكاتِب، من النمسا، توفي عن عمر يناهز 75 عاماً.

## وصلات خارجية
- أوتو مولر على موقع IMDb (الإنجليزية)
- أوتو مولر على موقع ديسكوغز (الإنجليزية)